# Římskokatolická farnost Bohuňovice
Římskokatolická farnost Bohuňovice je územní společenství římských katolíků s farním kostelem svatého Jana Křtitele ve šternberském děkanátu olomoucké arcidiecéze.

## Historie farnosti
První písemná zmínka o vsi pochází ze zakládací listiny kláštera Hradisko z roku 1078, ve které mu byla spolu s dalšími olomouckým knížetem Otou darována. Klášteru poté patřila až do jeho zrušení.
Nejvýznamnější památkou v obci je farní kostel svatého Jana Křtitele. Není přesně známa doba, kdy byl postaven, v roce 1758 však vyhořel a následující čtyři roky byl opravován. Tehdy měl délku 31 m a kolem něj se rozkládal hřbitov. V roce 1830 se ale na něm přestalo pohřbívat, protože byl zřízen nový hřbitov za vesnicí, a v roce 1895 byl v souvislosti s přestavbou kostela zcela zrušen. Kostel, jehož přestavba byla financována sbírkou z celé farnosti, byl prodloužen o 12 m, slavnostní vysvěcení provedl 13. června 1897 olomoucký arcibiskup Kohn. Také interiér kostela procházel změnami, původní hlavní oltář je nyní situován na boční straně, v průběhu času byly postupně instalovány troje varhany a tři dřívější zvony zrekvírované pro válečné účely byly roku 1922 nahrazeny novými. Když v roce 1951 kulový blesk vážně poškodil velkou věž, musel být mj. opraven hodinový stroj. Další opravy a nové fasády kostela byly provedeny v letech 1967, 1973 a naposledy roku 1996.

## Duchovní správci
Administrátorem farnosti je od října 2013 R. D. Jiří Sedláček.